# Lalasangi, Indi
Lalasangi là một làng thuộc tehsil Indi, huyện Bijapur, bang Karnataka, Ấn Độ.